# Cobubatha nubidice
Cobubatha nubidice är en fjärilsart som beskrevs av Dyar 1919. Cobubatha nubidice ingår i släktet Cobubatha och familjen nattflyn. Inga underarter finns listade i Catalogue of Life.